# RT DE
RT DE — сайт телеканала RT на немецком языке. Открыт 6 ноября 2014 года. До 2023 года офис и серверы располагались в Берлине.
Запрещен в Германии на фоне вторжения России в Украину в 2022 году.

## История
6 ноября 2014 года RT открыл интернет-издание на немецком языке RT auf Deutsch. Первой программой была «Der Fehlende Part» (с нем. — «Недостающее звено»), которую ведёт Ясмин Косубек. Руководитель сайта — Иван Родионов. По его словам, к открытию сайта подстегнула петиция более 30 тысячи немецких пользователей к генеральному директору МИА «Россия сегодня» Дмитрию Киселёву с просьбой открыть канал RT на немецком языке, а также то, что, по словам Родионова, «немецкие СМИ в ключевых внешнеполитических вопросах безопасности занимают только одну определённую позицию и не дают полной картины».
Запуск эфирного телеканала на немецком языке планировался в 2015 году, но из-за экономического кризиса в России эти планы отложили. Запуск вещания состоялся 16 декабря 2021 года. 22 декабря канал отключили, поскольку канал работал по сербской, а не немецкой лицензии. 2 января 2022 года Европейский спутниковый оператор завершил вещание RT в Германии в связи с отсутствием лицензии на вещание от немецкого медиарегулятора Medienanstalt Berlin-Brandenburg. Телеканал RT DE поднят на российские спутники Express AMU1 (Eutelsat 36C) at 36.1°E и Express AM8 at 14.0°W, вещает на Европу, Ближний Восток и Северную Африку.

## Аудитория
По данным SimilarWeb, по состоянию на ноябрь 2017 года аудитория сайта составляет 9 млн человек. Большинство посетителей заходит на сайт из Германии (78 %).
Согласно исследованию Мюнхенского технического университета, в июне 2017 года RT auf Deutsch вышел на первое место среди немецких СМИ по популярности в Facebook (5,4 млн отметок «мне нравится», 696 тысяч комментариев). В октябре 2017 года RT Deutsch был на 11 месте по популярности в соцсетях среди немецких СМИ.

## Программы
- «Fasbenders Woche» (ведущие: Томас Фасбендер)
- «Der Fehlende Part» (ведущие: Ясмин Косубек, Мария Янссен, Али Озкёк)
- «451°» (ведущий: Реза Абади)
- «Einmal in Russland» (ведущий: Крис Хелмбрехт)
- «CLASH» (ведущий: Клод-Оливье Рудольф) (2016—2017)

## Отзывы
Незадолго до запуска сайта в крупнейших немецких СМИ уже стали выходить статьи с новостями о запуске, где RT назывался «пропагандистским каналом». В Deutsche Welle ещё до запуска интернет-канала заявили, что «поначалу его будут смотреть, но только из любопытства, вскоре зрители заметят, что у канала есть свои особенности и эти особенности не имеют ничего общего с журналистикой».
В Handelsblatt в ноябре 2014 года исследовали программы RT auf Deutsch: «Суть в том, что RT auf Deutsch распространяет больше неправд, сокращений и искажений, чем, как постоянно обещают ведущие, просвещает». Die Tageszeitung охарактеризовал собеседников в первых выпусках программ RT auf Deutsch «либо с ярыми антиамериканскими взглядами, либо европейскими противниками левых и правых взглядов».
В феврале 2016 года бывший сотрудник RT auf Deutsch Клаус Клебер назвал интернет-канал «искусной пропагандой» и утверждал, что он концентрируется на аудитории теоретиков заговора и лиц, находящихся в крайне правом политическом спектре.

## Резонансные события
22 мая 2015 года Служба безопасности Украины запретила корреспондентке RT auf Deutsch Анне Шалимовой въезд в страну на три года, депортировав её при прилёте. По мнению руководителя RT auf Deutsch Ивана Родионова, это возмездие правительства Украины за освещение корреспонденткой годовщины трагедии в Одессе 2 мая тремя неделями ранее.
В мае 2015 года депутаты ряда фракций ландтага Тюрингия в Германии раскритиковали местный кабельный канал Salve.TV за трансляцию программы RT auf Deutsch — «Der Fehlende Part». Депутаты обвинили RT auf Deutsch в необъективной и некритической подаче, а также в излишней близости к правительству России. В Salve.TV ответили, что «зрители имеют возможность выбора и вправе на добровольной основе принимать решение, смотреть ли им предлагаемую телепродукцию RT auf Deutsch или нет». В надзорном органе в сфере СМИ ландтага Тюрингии проверили программу «Der Fehlende Part» и не нашли каких-либо нарушений, а претензии депутатов были признаны безосновательными.
В сентябре 2017 года немецкие СМИ раскритиковали министра иностранных дел Германии Зигмара Габриэля за интервью RT auf Deutsch. Габриэль ответил, что в Германии существуют не только «ведущие СМИ», и сыронизировал, что не хочет отдавать зрителей интернет-канала партии «Альтернатива для Германии».
26 февраля 2021 года немецкий Commerzbank уведомил RT auf Deutsch и Ruptly о закрытии их счетов, осуществление финансовых операций по ним будет прекращено с 31 мая. В ответ на запрос Deutsche Welle о причинах такого шага в банке отказались от комментариев. После этого ряд финансовых институтов, в том числе Deutche Bank, BNP Paribas, ING, HSBC, UBS, либо проигнорировал, либо отказал в запросе компаний на открытие счетов. Официальный представитель МИД РФ Мария Захарова назвала закрытие счетов давлением на журналистов.
Ряд СМИ приводит размещённое 3 марта 2021 года в немецком таблоиде Bild расследование, согласно которому власти России после отравления пытались шпионить за Алексеем Навальным (а также Марией Певчих и Леонидом Волковым) во время его лечения в Германии. Для этого использовались сотрудники RT auf Deutsch, один их которых и поделился информацией с Bild, а также изложил свои воспоминания в книге «RT Deutsch изнутри: медиа-армия Путина в Германии» (англ. «RT Deutsch Inside: Putins Medienarmee in Deutschland»). Редакция RT DE после этих публикаций заявила, что подаст в суд на Bild за размещение статьи о слежке RT за Навальным в Берлине.
21 сентября 2021 года канал RT DE на YouTube получил предупреждение за нарушение правил видеохостинга и на неделю был лишён возможности публиковать контент. Это произошло в связи с распространением ложной медицинской информации о пандемии COVID-19. Взамен RT DE стал использовать резервный канал на YouTube, «Der Fehlende Part», куда приглашал аудиторию первого канала, и 28 сентября оба канала были закрыты за нарушение условий использования YouTube. 29 сентября Роскомнадзор пригрозил YouTube блокировкой из-за удаления каналов RT DE.
3 февраля 2023 года RT DE Productions, поставлявшая контент телеканалу RT DE, вещавшему из Москвы на немецком языке, объявила о прекращении журналистской деятельности в Германии.

## Запрет вещания в Германии и ЕС
17 декабря 2021 года RT DE заподозрили в нарушении правил вещания на территории ФРГ из-за отсутствия лицензии.
22 декабря германский регулятор снял RT DE с вещания в Европе. Ведомство утверждало, что весь контент для германской аудитории должен находиться под юрисдикцией ФРГ, так как значительная часть сотрудников немецкоязычной службы канала работает в Берлине. Руководство RT DE подчеркивало, что полученная в Сербии лицензия позволяет вещать и в Германии. Ситуация обсуждалась на уровне министров иностранных дел РФ и ФРГ: глава германского МИД Анналена Бербок после встречи с российским коллегой Сергеем Лавровым заверила, что Берлин не вмешивается в процесс работы RT DE, а Лавров предупреждал об ответных мерах в случае сохранения ограничений на работу телеканала.
С 1 февраля 2022 года вступил запрет распространения RT DE в Германии через спутник, интернет и мобильные платформы, поскольку программа «выпускается без разрешения, которое не было запрошено».
27 февраля 2022 после вторжения России на Украину президент Европейской комиссии Урсула фор дер Ляйен объявила о запрете Russia Today в Европейском союзе.